# Cantone di Montebourg
Il Cantone di Montebourg era una divisione amministrativa dell'arrondissement di Cherbourg.
È stato soppresso a seguito della riforma complessiva dei cantoni del 2014, che è entrata in vigore con le elezioni dipartimentali del 2015.
Comprendeva i comuni di:
- Azeville
- Écausseville
- Émondeville
- Éroudeville
- Flottemanville
- Fontenay-sur-Mer
- Fresville
- Le Ham
- Hémevez
- Joganville
- Lestre
- Montebourg
- Ozeville
- Quinéville
- Saint-Cyr
- Saint-Floxel
- Saint-Germain-de-Tournebut
- Saint-Marcouf
- Saint-Martin-d'Audouville
- Sortosville
- Urville
- Vaudreville